# ルイブール要塞
ルイブール要塞（ルイブールようさい、英語: Fortress of Louisbourg、フランス語: Forteresse de Louisbourg）は、カナダ・ノバスコシア州ルイスバーグ（フランス語読みでルイブール）にある要塞。18世紀に建設されたフランス軍の砦を部分的に再建した国定史跡である。

## 初期の歴史

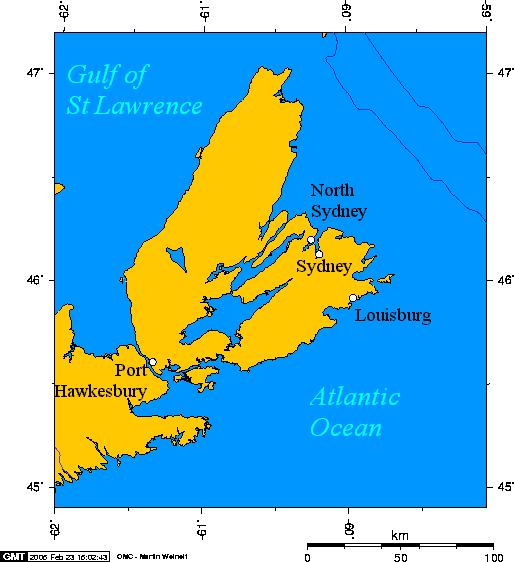
ケープ・ブレトン島のルイスバーグ

イル・ロワイヤル（Île royale、現在のケープ・ブレトン島）のフランス人による開拓は17世紀初期にまで遡ることができ、現在のノバスコシア半島部に位置するポートロワイヤルなどの場所のような「ベー・フランセーズ」（Baie française、現在のファンディ湾）に集中したアカディアの開拓地に続くものだった。

### サンタンヌの開拓
イル・ロワイヤル中部東海岸にあるサンタンヌ（Sainte Anne、現在のイングリッシュタウン）のフランス人開拓地は1629年に設立され、サンタンヌ砦と名付けられて1641年まで続いた。1651年から1659年までこの場所に毛皮貿易基地が造られたが、注意がカナダのセントローレンス川と五大湖の植民地（この植民地は現在のケベック州、オンタリオ州、オハイオ州、インディアナ州とイリノイ州となった地域の部分を構成した）やフランス領ルイジアナ（現在のミシシッピ川流域とテキサス州の一部）、さらにアカディア本土の小さな農業開拓地に向けられたために、イル・ロワイヤルはフランスの支配下では活気が薄れた。
1713年のユトレヒト条約でイギリスにアカディアの一部（ノバスコシア半島）とニューファンドランド島の支配権が渡ったが、フランスはイル・ロワイヤル、イル・サン・ジャン（Île Saint Jean、現在のプリンスエドワード島）およびヌーヴェルフランスの支配は維持した。イル・ロワイヤルは大西洋岸に直接面しているフランスの唯一の領土であり（ニューファンドランドからフロリダまでイギリス支配となっていた）、ニューファンドランドのグランドバンクという重要な魚場に戦略的に近いだけでなく、セントローレンス湾の入り口を守るという位置づけでもあった。

### アーヴル・ルイブール
1713年、フランスはポート・ドーフィンの建設に取り掛かり、元のサンタンヌ砦の場所への海からの支援を制限することになったが、その港が冬季に氷結することから、フランスはイル・ロワイヤル南東部外れにもう一つの港を選ぶことになった。そこの港は氷結せず、守りやすかったので、間もなく大西洋岸におけるフランス海軍の冬季港となり、フランス王ルイ14世に因んでアーヴル・ルイブール（Havre Louisbourg）と名付けた。

## ルイブール - 要塞都市

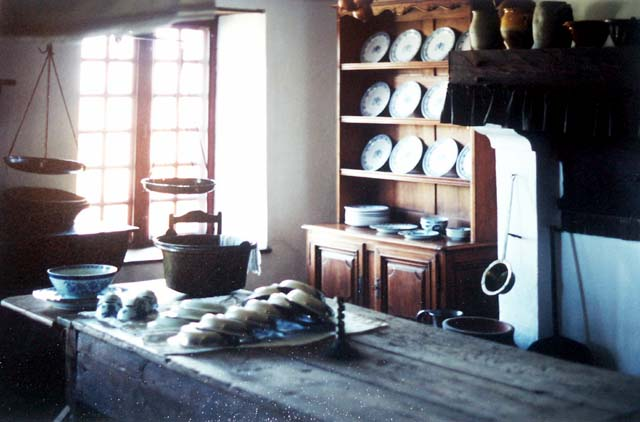
ルイブール要塞の改修された建物内部

1719年、フランスはアーヴル・ルイブールの保護された南西海岸にそって位置する要塞都市の建設を始め、そこをルイブールと名付けた。建設は1745年にあったイギリス軍による第一次包囲の前夜になってやっと完成することになった。建設にかけるフランスの投資の莫大な量や経済成長はグランドバンクでの漁業にほとんど全て基づいており、この頃ノバスコシアと改名されたイギリス植民地に住んでいるアカディア人が幾らか流出してきたことと合わさって、間もなくルイブールの町は繁栄する社会となった。増加する建設費は、ルイ15世をしてその大臣達に、もしヴェルサイユ宮殿から西の水平線上に立ち上がるルイブールをいつの日か見ることができれば、という有名な述懐をさせることにもなった。

### 成長
建設が進み開拓地とその経済が成長するに連れて、ルイブールは間もなくフランス、ヌーヴェルフランスおよび西インド諸島にあるフランス植民地と間の重要な商業中継地になった。この町は大きな漁業基地にもなった。しばしば霧に鎖される港の航行を援けるために、1734年に町とは対岸の南東の岬にカナダでは初めての灯台であるルイブール灯台が建設された。この場所に十字砲火を発することのできるよう砲台が計画されたが、完全に建設されることは無かった。

### 第一次包囲戦: 1745年
この要塞は1745年と1758年の2度大きな包囲戦で攻撃された。第一次包囲戦はイギリス海軍の戦隊に支援されたニューイングランドの部隊を巻き込んだ。1745年6月16日、ニューイングランドの攻撃隊がこの要塞の陥落に成功したことはヨーロッパ諸国の大半を驚かせることになった。翌年、ジャン＝バティスト・ド・ロイ・ド・ラ・ロシュフーコー・ダック・ダンビルが指揮する要塞奪還のためのフランス軍大遠征隊は、嵐、病気および要塞に到着する前のイギリス海軍の攻撃によって破壊された。

### ルイブールの返還
ニューイングランド軍の勝利は、1748年10月18日に調印されたエクス・ラ・シャペル条約でオーストリア継承戦争を終わらせ、ルイブール要塞がイギリス占領軍からフランスに返還されることになった3年後に嫌悪感に変わった。この見返りにフランスはインドのセントジョージ砦をイギリスに返還した。ニューイングランド軍が立ち去り、要塞の礼拝堂に掛けられていた有名なルイブール十字架を持ち去った。この十字架は20世紀後半にハーバード大学の文書保管庫でやっと見つかることになった。それは現在ルイスバーグ歴史史跡に長期貸与されている。
エクス・ラ・シャペル条約の時に、フランスはアレゲーニー山脈からロッキー山脈までと、メキシコ湾から北極まで全ての領土の領有権を主張したが、ハドソン湾周辺にイギリスが支配している地域は除かれた。実際にはセントローレンス川流域以外の土地はほとんど支配できていなかったが、ミシシッピ川沿いに多くの前進基地を所有し、その地域を支配する先住民族と非公式同盟を結んでいた。このことでフランスが最終的にミシシッピ川流域の支配権を獲得して入植し、大西洋岸のイギリス領植民地を締め出すのではないかという脅威が生じた。
ルイブールの返還に対してイギリスは、1749年にチェブクト湾に要塞化された町を創設することで反応し、そこをハリファックスと名付けた。そこは間もなく大西洋岸では最大のイギリス海軍基地となり、港と開拓地のために陸地を整備した第29歩兵連隊を含み大勢のイギリス陸軍正規兵も抱えることになった。

### 第二次包囲戦: 1758年
イギリス領北アメリカ植民地は次第に落ち着きが無くなり、フランス軍が先住民族の助けを借りて、アメリカ人植民者が西へ移動できる経路を鎖してしまう行動に出たことで、小競り合いが起こり、それが1754年のフレンチ・インディアン戦争に発展し、1756年にはヨーロッパ主要強国も全て巻き込む七年戦争になった。
1757年には大規模なフランス海軍を動員してイギリス軍によるルイブール襲撃の試みを排除した。しかし、翌1758年には海軍の支援が不十分であり、大規模なイギリス軍の共同作戦でルイブール包囲を許し、これは1758年7月26日のフランス軍降伏で終わった。この要塞はフランス軍が将来利用することのないよう1760年にイギリス軍工兵隊によって破壊され、その跡は七年戦争終戦まで放棄された。

## 国定史跡
1961年、カナダ政府はビクター・マルムの指導の下に、1740年代に頂点にあった時のルイブールを再生する目的で町と要塞の4分の1の歴史的復元に取り掛かった。この工事は考古学者、歴史家、土木技師および建築家の学際的な行動を必要とした。再建はケープ・ブレトン工業地区の失業した石炭坑夫に援けられた。その多くは正確な複製を作るために18世紀のフランス石工の技巧など技術を学んだ。可能な所では当初の石材の多くが使われた。
今日、再建された4分の1を含むルイブール要塞の全地域は国定史跡に指定され、ガイド付きおよびガイド抜きのツアーが可能である。この史跡では武器の説明や実演も可能である。これらにはマスケット銃や大砲の発砲も含まれている。人形劇も見ることができる。ルイスバーグ国立公園内にある博物館すなわち管理人住居（1935年から1936年頃）は、国定史跡の項目別連邦文化遺産建造物である。この博物館はカナダ博物館協会、カナダ文化遺産情報網およびカナダ仮想博物館と提携している。北大西洋の漁業が退潮になって経済的多角化を模索していたルイスバーグの町にはこの要塞が大きな援けになっている。